# Шимон бен Лакиш
Шимон (Симон, Симеон) бен Лакиш (ивр. שמעון בן לקיש‎ ; арам. שמעון בר לקיש Шимон бар Лакиш или Бар Лакиша), более известный под прозвищем Реш Лакиш (около 200 — около 275), — амора (кодификатор еврейского права в период между Мишной и Вавилонским Талмудом), который жил в римской провинции Сирия Палестинская в III веке.
Один из самых известных амораев второго поколения (как и брат его жены и оппонент в толковании Галахи, Йоханан бар-Наппаха). Среди всех еврейских наставников — знатоков Торы он представляет своего рода аномалию, поскольку, согласно вавилонскому Талмуду, в молодости был разбойником и гладиатором.

## Биография
Предположительно родился в Босре, к востоку от реки Иордан, около 200 г. н. э., но большую часть жизни прожил в Сепфорисе. О его происхождении не известно ничего, кроме имени его отца — Лакиш.

### Учителя
Согласно Талмуду, Реш Лакиш, подобно Йоханану, приписывал своё знание Торы тому, что он удостоился чести увидеть патриарха Иехуду Ха-Наси. По словам Галеви, он был учеником Иехуды II, внука Иехуды Ха-Наси, от имени которого он передаёт много высказываний. В. Бахер предполагает, что он был учеником Бар Каппары, так как он часто передаёт слова от его имени. Похоже, что Шимон также посещал академию Осайи Раббы, которого он цитирует, которому задаёт вопросы и которого называет «отцом Мишны».

### Разбойная молодость
Много историй рассказывалось о великой силе Шимона и его тучности. Он привык лежать на твёрдой земле, говоря: «Мой жир — моя подушка».
Согласно вавилонскому Талмуду, в молодости он, вероятно, был бандитом и гладиатором. Ранние комментаторы предполагают, что Шимон был знатоком Торы ещё до своей преступной жизни. Под воздействием неблагоприятных обстоятельств он бросил изучение Торы и стремился поддержать себя мирским призванием. Он продал себя управляющим гладиаторского цирка, в котором мог использовать свою огромную физическую силу. Он работал гладиатором и был вынужден постоянно рисковать жизнью в боях с дикими зверями. Согласно другим источникам, Реш Лакиш какое-то время жил в пустыне, где зарабатывал на жизнь грабежами. Из этого низкого положения его вывел Йоханан, который вернул его к занятиям Торой.
Его преступное прошлое известно только из вавилонской традиции, при этом не упоминается ни в одном из источников земли Израиля. Согласно Иерусалимскому Талмуду, Шимон провёл всю свою жизнь, погружённый в изучение Торы, и его криминальное прошлое никак не упоминается.

### Встреча с Йохананом
Говорят, что Реш Лакиш видел, как рабби Йоханан купался в Иордане и принял его за женщину, когда тот был рядом с ним в воде. «Твоя сила больше подошла бы для изучения Закона», — сказал Рабби Йоханан; «А твоя красота — для женщин», — ответил Реш Лакиш. Раввин Йоханан пообещал Реш Лакишу отдать за него свою сестру, если тот присоединится к ешиве и возобновит изучение Торы.
Р. Йоханана можно было бы назвать учителем Реш Лакиша, но благодаря своему таланту и трудолюбию Реш Лакиш вскоре стал равным ему по положению. Оба упоминаются как «два великих авторитета». Пока Р. Йоханан ещё находился в Сепфорисе и преподавал в то же время, что и Ханина бар Хама, Реш Лакиш был на равных с ним и пользовался равными правами как член ешивы и совета. Когда Р. Йоханан отправился в Тверию и основал там академию, Шимон сопровождал его и занял второе место в академии.

### Достижения и черты характера
Шимон превосходил даже Йоханана по остроте ума, и Йоханан признавался, что его правая рука отсутствовала, когда Шимона не было. «Когда [Шимон] обсуждал галахические вопросы, это было так, как будто он выкорчёвывал горы и растирал их в порошок друг о друга», — говорит Улла. Йоханан часто был вынужден поддаваться логике Шимона и отступать от своего собственного мнения и даже действовать в соответствии с взглядами Шимона. Тем не менее, в похвалу Шимона говорится, что все его возражения против выводов Йоханана были основаны на Мишне, что он не столько стремился показать себя правым, сколько добивался чёткого и обоснованного решения, и что, когда он не мог найти поддержки своего мнения, ему было не стыдно отказаться от него. У него была сильная любовь к истине и привычка необычайно смело говорить то, что он думал. Он даже заявил патриарху Иехуде II, что страх перед последним никогда не побудит его сдерживать слово Божье или любое мнение, вытекающее из него; однажды он рискнул передать завуалированный упрёк патриарху за алчность. Он также не колебался отменять решения своих коллег, в том числе Йоханана, даже если в соответствии с этими решениями уже были приняты меры. Однажды, когда Йоханан представил галахическую демонстрацию перед Яннаем и последний похвалил его за это, Шимон смело заявил: «Несмотря на большую похвалу раввина Янная, мнение Р. Йоханана неверно». Он бесстрашно отстаивал свои взгляды перед всеми преподавателями а иногда решался принять решение, противоречащее Мишне. Тем не менее, его мнения, когда они отличались от мнений Йоханана, не были признаны обоснованными, за исключением трёх случаев, упомянутых в Вавилонском Талмуде.
Никто не мог сравниться с Шимоном Бен Лакишем в усердии и стремлении учиться. Он имел обыкновение регулярно повторять раздел из Мишны сорок раз; он хвастался, что даже Хийя Великий, который славился своим усердием, не был более усердным, чем он. Чтобы побудить своих учеников к постоянному усердию, он часто цитировал пословицу, которую приписывал Торе: «Если ты оставишь меня на один день, я оставлю тебя на два». Он избегал общения с людьми, в чьей честности не был полностью убеждён; следовательно, свидетельства любого, кому было дозволено общаться с Шимоном бен Лакишем, считались достойными доверия даже в отсутствие свидетелей. Шимон бен Лакиш был верен своим друзьям и всегда был готов оказать им активную помощь. Это видно по тому, как, рискуя собственной жизнью, он спас рабби Асси, который был заключён в тюрьму и товарищи считали его практически погибшим. Однажды его энергичное вмешательство спасло имущество Йоханана от повреждений.

### Смерть
В своих аггадах Шимон часто использует сравнения, некоторые из которых указывают на времена, когда он зарабатывал сражениями в цирке. Хотя он без стеснения рассказывал о тех временах, но публичный намёк на его преступную молодость ранил его так глубоко, что он заболел и умер.
Это произошло следующим образом: однажды возник спор о том, когда различные виды ножей и оружия подвержены ритуальной нечистоте. Мнение Шимона бен Лакиша отличалось от мнения Йоханана, после чего Йоханан заметил: «Грабитель знает свои инструменты». Йоханан имел в виду, что в жизни Шимона как бандита знание острого оружия было само собой разумеющимся. Реш Лакиш ответил, предположительно, отрицанием, что получил от Йоханана какую-либо выгоду: «Когда я был бандитом, меня называли „хозяин“, но и теперь меня называют „хозяин“». Йоханан сердито возразил, что сам привёл его под крылья Шхины. Талмуд рассказывает, что из-за оскорбления со стороны Йоханана Реш Лакиш заболел и преждевременно умер.
Поражённый чувством вины, Йоханан был в отчаянии от смерти Шимона. Когда академия послала Элеазара бен Педата выступить в качестве его партнера по учёбе, Йоханан обвинил его в том, что тот слишком легко соглашался с чужим мнением, и тосковал по тем временам, когда Шимон постоянно спорил с ним, чтобы прийти к правильному выводу. Говорят, что он продолжал периодически восклицать: «Где же Бар Лакиша, где же Бар Лакиша?». Его уныние было настолько велико, что он, как сообщается, потерял рассудок.

## Учения
Независимость, которую Шимон бен Лакиш проявил в обсуждении Галахи, была столь же ярко выражена в его обращении с Аггадой. В Аггаде он также занимал видное положение и выдвигал много оригинальных и независимых взглядов, которые поражали его современников и были приняты общественным мнением намного позже. Его Аггада включает в себя экзегетические и гомилетические толкования Писания; замечания относительно библейских персонажей и историй; высказывания, касающиеся заповедей, молитвы, изучения Закона, Бога, ангелов, мифологии Творения, Израиля и Рима, мессианских и эсхатологических предметов, а также другие высказывания и пословицы.